# Hirokazu Ishihara
Hirokazu Ishihara (石原 広教 Ishihara Hirokazu?), född 26 februari 1999 i Kanagawa prefektur, är en japansk fotbollsspelare.
Ishihara började sin karriär 2016 i Shonan Bellmare. Med Shonan Bellmare vann han japanska ligacupen 2018. 2019 blev han utlånad till Avispa Fukuoka. Han gick tillbaka till Shonan Bellmare 2020.